# Klosteramthaus
Das Klosteramthaus Wennigsen ist ein Baudenkmal in der Gemeinde Wennigsen. Es gehört zu den markanten, das Ortsbild prägenden Gebäuden im historischen Ortskern. Das Bauwerk steht unmittelbar südwestlich von Kloster und Klosterkirche in der Straße Klosteramthof, Hausnummer 5. Heute wird es als Hotel genutzt. Vor dem Gebäude zudem steht ein Ahornbaum, der als Naturdenkmal eingetragen ist.

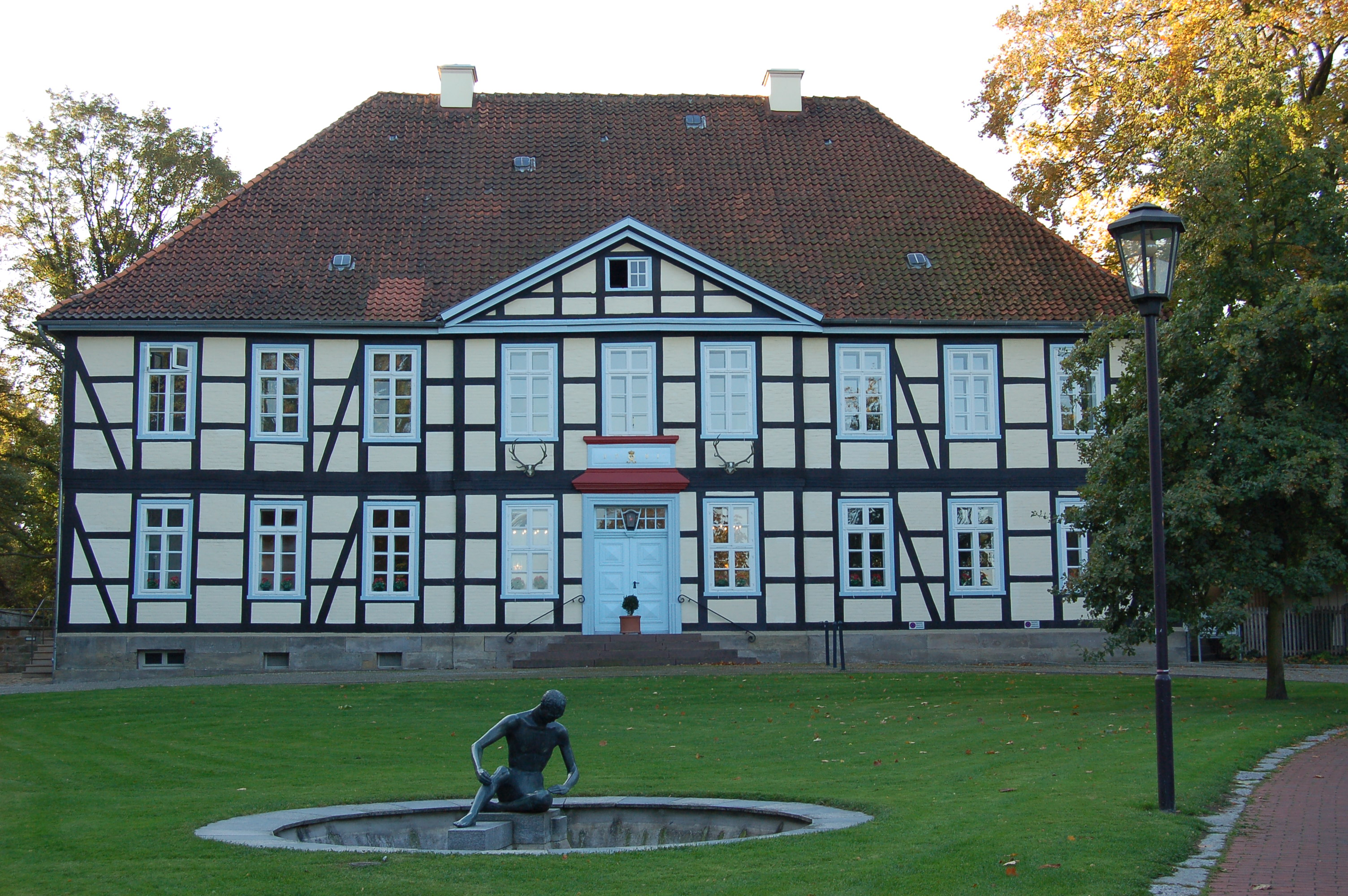
Ehemaliges Klosteramt, heute Johanniterhaus Wennigsen

## Bauwerk
Es handelt sich um einen zweigeschossigen Fachwerkständerbau mit ausgemauerten Gefachen sowie Dreiecksgiebel unter steilem Doppelwalmdach. Das Gebäude steht auf einem Sandsteinsockel. Über dem Eingang findet sich die Jahreszahl 1781 und das Signet des hannoverschen Herrscherhauses.

## Historie
Das Klosteramthaus hatte im Laufe seiner Geschichte zahlreiche Funktionen inne.

### Amtshaus
Nachdem das nach dem Dreißigjährigen Krieg gegründete Klosteramt aufgelöst worden war, diente das Klosteramthaus bis 1858 als Wohngebäude des Amtmannes und zur Amtsverwaltung des Klosteramtes Wennigsen sowie des Amtes Wennigsen.

### Pfarrhaus
Ab 1898 bewohnte der Geistliche des Klosters das Haus. Vorher diente die Klosterrezeptur als Pfarrhaus. 

### Forsthaus
Bevor das Klosterforstamt Wennigsen dem Forstamt Westerhaus zugeschlagen wurde, wohnte dort der zuständige Förster und nutzte die im Erdgeschoss gelegenen Räume als Verwaltungsbüros. 

### Johanniterhaus
Seit dem Jahr 2000 beherbergt das Haus ein Tagungshotel. Es trägt den Namen Johanniterhaus, da der Orden der Johanniter-Ritter dieses verpachtet und selbst für seine Veranstaltungen nutzt.

## Naturdenkmal
An der Nordwestecke des Gebäudes steht ein eingetragenes Naturdenkmal. Es handelt sich um einen Ahorn, der als ND-H 24 bei der Unteren Naturschutzbehörde, Region Hannover, gelistet ist.